# Snowboard-Europacup 2007/08
Der 9. Snowboard-Europacup 2007/08 begann am 13. Oktober 2007 im niederländischen Landgraaf und endete am 28. März 2008 im österreichischen Altaussee.

## Männer

### Podestplätze Männer
PGS = Parallel-Riesenslalom

PSL = Parallelslalom

GS = Riesenslalom

SBX = Snowboardcross

SBS = Slopestyle

HP = Halfpipe

BA = Big Air
| Datum              | Austragungsort                 | Disz. | Sieger              | Zweiter              | Dritter             |
| ------------------ | ------------------------------ | ----- | ------------------- | -------------------- | ------------------- |
| 13. Oktober 2007   | Landgraaf                      | SBS   | Dimi de Jong        | Dolf van der Wal     | Kevin Bronckaers    |
| 29. Oktober 2007   | Saas-Fee                       | HP    | Iouri Podladtchikov | Christian Haller     | Kim-Rune Hansen     |
| 23. November 2007  | Absakowo / Magnitogorsk        | PGS   | Rok Marguč          | Ingemar Walder       | Iwan Rantschew      |
| 24. November 2007  | Absakowo / Magnitogorsk        | PSL   | Rok Flander         | Denis Salagajew      | Wiktor Kulikow      |
| 7. Dezember 2007   | Haus im Ennstal                | GS    | Ingemar Walder      | Masaki Shiba         | Fuyuki Hattori      |
| 15. Dezember 2007  | Welschnofen / Karersee Carezza | GS    | Ingemar Walder      | Filip Fischer        | Fuyuki Hattori      |
| 18. Dezember 2007  | Nendaz                         | PSL   | Patrick Bussler     | Zachary Kay          | Stefan Pletzer      |
| 21. Dezember 2007  | Zermatt                        | PGS   | Wettkampf abgesagt  | Wettkampf abgesagt   | Wettkampf abgesagt  |
| 29. Dezember 2007  | Götschen / Bischofswiesen      | PGS   | Andreas Prommegger  | Jernej Demsar        | Anton Unterkofler   |
| 4. Januar 2008     | Graz                           | BA    | Kim-Andre Eliasen   | Domen Bizjak         | Benedikt Nadig      |
| 10. Januar 2008    | Bad Gastein                    | PSL   | Jasey-Jay Anderson  | Stefan Pletzer       | Anton Unterkofler   |
| 12. Januar 2008    | Sand in Taufers                | GS    | Justin Reiter       | Roland Fischnaller   | Tyler Jewell        |
| 18. Januar 2008    | Puy St Vincent                 | SBX   | Pierre Vaultier     | Stefano Pozzolini    | Markus Schairer     |
| 19. Januar 2008    | Imst                           | PSL   | Mathias Schöpf      | Ingemar Walder       | Lukas Mathies       |
| 20. Januar 2008    | Imst                           | PSL   | Ingemar Walder      | Mathias Schöpf       | Adam Mcleish        |
| 26. Januar 2008    | St. Gallenkirch                | SBX   | Vincent Valery      | Tony Ramoin          | Leo Trespeuch       |
| 27. Januar 2008    | Sudelfeld                      | PGS   | Benjamin Karl       | Daniel Biveson       | Andreas Prommegger  |
| 2. Februar 2008    | Vratna                         | PGS   | Rok Marguč          | Izidor Šušteršič     | Jernej Demsar       |
| 3. Februar 2008    | Vratna                         | PGS   | Heinz Inniger       | Radoslav Zidek       | Ingemar Walder      |
| 3. Februar 2008    | Bettmeralp                     | BA    | Kim-Andre Eliasen   | Mikael Solstad       | Simon Fossheim      |
| 9. Februar 2008    | Otepää                         | BA    | Mario Visnap        | Sulev Paalo          | Marko Vilumaa       |
| 9. Februar 2008    | Kopaonik                       | SBX   | Maximilian Stark    | Andreas Lausegger    | Tony Ramoin         |
| 10. Februar 2008   | Kopaonik                       | SBX   | Tony Ramoin         | David Durand         | Bernhard Obex       |
| 12. Februar 2008   | Kopaonik                       | BA    | Matevž Petek        | Dimitar Chokoev      | Mario Benio         |
| 15. Februar 2008*  | Innsbruck                      | HP    | Stefan Falkeis      | Dominic Harington    | Aleksander Oestreng |
| 16. Februar 2008** | Innsbruck                      | HP    | Jan Michaelis       | Thomas Delfino       | Dominic Harington   |
| 22. Februar 2008   | Fiss                           | SBX   | Leo Trespeuch       | Tony Ramoin          | Omar Visintin       |
| 23. Februar 2008   | Kiew                           | BA    | Hubert Fill         | Alessandro Benussi   | Dmitry Repnikov     |
| 23. Februar 2008   | Klínovec                       | HP    | Dominic Harington   | Seppe Smits          | Fabian Fassnacht    |
| 24. Februar 2008   | Klínovec                       | HP    | Jan Michaelis       | Michael Macho        | Dominic Harington   |
| 24. Februar 2008   | Fiss                           | SBX   | Tony Ramoin         | Hanno Douschan       | Luca Matteotti      |
| 1. März 2008       | Sofia-Aleko                    | SBX   | Wettkampf abgesagt  | Wettkampf abgesagt   | Wettkampf abgesagt  |
| 1. März 2008       | Vogel                          | BA    | Wettkampf abgesagt  | Wettkampf abgesagt   | Wettkampf abgesagt  |
| 2. März 2008       | Vogel                          | SBS   | Anze Susa           | Dimitar Chokoev      | Mario Benio         |
| 7. März 2008       | Adelboden                      | PSL   | Aaron March         | Luca Ponti           | Kaspar Flütsch      |
| 8. März 2008       | Adelboden                      | PSL   | Christian Veit      | Daniel Leitenstorfer | Ingemar Walder      |
| 8. März 2008       | Rogla                          | BA    | Matevž Petek        | Dominic Harington    | Michael Macho       |
| 9. März 2008       | Rogla                          | SBS   | Matevž Petek        | Anze Susa            | Dominic Harington   |
| 14. März 2008      | Schweiz                        | SBX   | Fabio Caduff        | Reto Jenni           | David Durand        |
| 22. März 2008      | Leysin                         | HP    | Ilkka-Eemeli Laari  | Kim Ho-jun           | Michael Macho       |
| 28. März 2008***   | Altaussee                      | BA    | Joey van der Tak    | Thomas Pribik        | Michael Macho       |
| 29. März 2008      | Altaussee                      | SBS   | Wettkampf abgesagt  | Wettkampf abgesagt   | Wettkampf abgesagt  |

* Verschoben vom 08.02. auf den 15.02.
** Verschoben vom 09.02. auf den 16.02 und aus der Disziplin Big Air wurde Halfpipe.
*** Verschoben vom 08.03. auf den 28.03.

### Eupacupstände Männer
| Rang | Name                 | Punkte |
| ---- | -------------------- | ------ |
| 1    | Ingemar Walder       | 4220   |
| 2    | Christian Veit       | 1979   |
| 3    | Daniel Leitenstorfer | 1681   |
| 4    | Dominik Fiegl        | 1557   |
| 5    | Mathias Schöpf       | 1540   |

| Rang | Name              | Punkte |
| ---- | ----------------- | ------ |
| 1    | Dominic Harington | 1628   |
| 2    | Jan Michaelis     | 1360   |
| 3    | Michael Macho     | 1222   |
| 4    | Fabian Fassnacht  | 1088   |
| 5    | Seppe Smits       | 781    |

| Rang | Name             | Punkte |
| ---- | ---------------- | ------ |
| 1    | Tony Ramoin      | 2192   |
| 2    | Leo Trespeuch    | 1620   |
| 3    | David Durand     | 1279   |
| 4    | Maximilian Stark | 972    |
| 5    | Luca Matteotti   | 775    |

| Rang | Name              | Punkte |
| ---- | ----------------- | ------ |
| 1    | Matevž Petek      | 1160   |
| 2    | Kim-Andre Eliasen | 1000   |
| 3    | Michael Macho     | 825    |
| 4    | Holden Vides      | 750    |
| 5    | Mario Visnap      | 610    |

## Frauen

### Podestplätze Frauen
PGS = Parallel-Riesenslalom

PSL = Parallelslalom

GS = Riesenslalom

SBX = Snowboardcross

SBS = Slopestyle

HP = Halfpipe

BA = Big Air
| Datum             | Austragungsort                 | Disz. | Sieger              | Zweiter                  | Dritter              |
| ----------------- | ------------------------------ | ----- | ------------------- | ------------------------ | -------------------- |
| 13. Oktober 2007  | Landgraaf                      | SBS   | Laura Berry         | Cecilie-Wendel Lundholdt | Mandy Langbroek      |
| 29. Oktober 2007  | Saas-Fee                       | HP    | Jiayu Liu           | Kjersti Buaas            | Manuela Laura Pesko  |
| 23. November 2007 | Absakowo / Magnitogorsk        | PGS   | Swetlana Boldykowa  | Alena Kuleshova          | Ina Meschik          |
| 24. November 2007 | Absakowo / Magnitogorsk        | PSL   | Swetlana Boldykowa  | Ina Meschik              | Alena Kuleshova      |
| 7. Dezember 2007  | Haus im Ennstal                | GS    | Anja Puggl          | Alena Kuleshova          | Natalia Glushkova    |
| 15. Dezember 2007 | Welschnofen / Karersee Carezza | GS    | Aljona Sawarsina    | Romy Pletzer             | Ina Meschik          |
| 18. Dezember 2007 | Nendaz                         | PSL   | Fränzi Mägert-Kohli | Selina Jörg              | Anja Puggl           |
| 21. Dezember 2007 | Zermatt                        | PGS   | Wettkampf abgesagt  | Wettkampf abgesagt       | Wettkampf abgesagt   |
| 29. Dezember 2007 | Götschen / Bischofswiesen      | PGS   | Doris Günter        | Ina Meschik              | Claudia Riegler      |
| 10. Januar 2008   | Bad Gastein                    | PSL   | Nicolien Sauerbreij | Swetlana Boldykowa       | Joh Shaw             |
| 12. Januar 2008   | Sand in Taufers                | GS    | Aljona Sawarsina    | Alexa Loo                | Kimiko Zakreski      |
| 18. Januar 2008   | Puy St Vincent                 | SBX   | Oceane Pozzo        | Nelly Moenne-Loccoz      | Diane Thermoz Liaudy |
| 19. Januar 2008   | Imst                           | PSL   | Ina Meschik         | Rosa Czipf               | Anja Puggl           |
| 20. Januar 2008   | Imst                           | PSL   | Rosa Czipf          | Aljona Sawarsina         | Anja Puggl           |
| 26. Januar 2008   | St. Gallenkirch                | SBX   | Gesine Sahlfeld     | Natsuko Doi              | Eva Lindbichler      |
| 27. Januar 2008   | Sudelfeld                      | PGS   | Nicolien Sauerbreij | Claudia Riegler          | Doris Günter         |
| 2. Februar 2008   | Vratna                         | PGS   | Aljona Sawarsina    | Ina Meschik              | Teodora Pentcheva    |
| 3. Februar 2008   | Vratna                         | PGS   | Gloria Kotnik       | Sandra Michel            | Anja Puggl           |
| 3. Februar 2008   | Bettmeralp                     | BA    | Anja Stefan         | Pia Meusburger           | Silvana Bachmann     |
| 9. Februar 2008   | Kopaonik                       | SBX   | Maria Ramberger     | Kadri Pihla              | Stephanie Hickey     |
| 10. Februar 2008  | Kopaonik                       | SBX   | Maria Ramberger     | Stephanie Hickey         | Eva Lindbichler      |
| 12. Februar 2008  | Kopaonik                       | BA    | Ana Rumiha          | Lora Afanasieva          | Bojana Chalakova     |
| 15. Februar 2008* | Innsbruck                      | HP    | Cilka Sadar         | Nadja Purtschert         | Angele Clavet        |
| 16. Februar 2008  | Innsbruck                      | HP    | Nadja Purtschert    | Cilka Sadar              | Emilie Aubry         |
| 22. Februar 2008  | Fiss                           | SBX   | Eva Lindbichler     | Susanne Fritschi         | Miriam Wuffli        |
| 23. Februar 2008  | Kiew                           | BA    | Wettkampf abgesagt  | Wettkampf abgesagt       | Wettkampf abgesagt   |
| 23. Februar 2008  | Klínovec                       | HP    | Cilka Sadar         | Šárka Pančochová         | Nadja Purtschert     |
| 24. Februar 2008  | Klínovec                       | HP    | Nadja Purtschert    | Šárka Pančochová         | Pia Meusburger       |
| 24. Februar 2008  | Fiss                           | SBX   | Marianne Wallin     | Eva Lindbichler          | Nelly Moenne-Loccoz  |
| 1. März 2008      | Sofia-Aleko                    | SBX   | Wettkampf abgesagt  | Wettkampf abgesagt       | Wettkampf abgesagt   |
| 1. März 2008      | Vogel                          | BA    | Wettkampf abgesagt  | Wettkampf abgesagt       | Wettkampf abgesagt   |
| 2. März 2008      | Vogel                          | SBS   | Laura Berry         | Katja Fricelj            | Ana Rumiha           |
| 7. März 2008      | Adelboden                      | PSL   | Ina Meschik         | Anja Puggl               | Sabine Schöffmann    |
| 8. März 2008      | Adelboden                      | PSL   | Anja Puggl          | Maria Sitzenfrei         | Yvonne Schütz        |
| 8. März 2008      | Rogla                          | BA    | Laura Berry         | Pia Meusburger           | Anja Stefan          |
| 9. März 2008      | Rogla                          | SBS   | Laura Berry         | Cilka Sadar              | Ana Rumiha           |
| 14. März 2008     | Schweiz                        | SBX   | Marion Perez        | Claire Chapotot          | Melanie Marty        |
| 22. März 2008     | Leysin                         | HP    | Nadja Purtschert    | Joanna Zając             | Angele Clavet        |
| 29. März 2008     | Altaussee                      | SBS   | Wettkampf abgesagt  | Wettkampf abgesagt       | Wettkampf abgesagt   |

* Verschoben vom 08.02. auf den 15.02.

### Eupacupstände Frauen
| Rang | Name              | Punkte |
| ---- | ----------------- | ------ |
| 1    | Anja Puggl        | 3860   |
| 2    | Ina Meschik       | 3815   |
| 3    | Aljona Sawarsina  | 3133   |
| 4    | Natalia Glushkova | 2035   |
| 5    | Sandra Michel     | 1890   |

| Rang | Name             | Punkte |
| ---- | ---------------- | ------ |
| 1    | Nadja Purtschert | 2450   |
| 2    | Cilka Sadar      | 1650   |
| 3    | Morena Makar     | 1170   |
| 4    | Šárka Pančochová | 860    |
| 5    | Angele Clavet    | 825    |

| Rang | Name                | Punkte |
| ---- | ------------------- | ------ |
| 1    | Eva Lindbichler     | 2225   |
| 2    | Stephanie Hickey    | 1135   |
| 3    | Maria Ramberger     | 1130   |
| 4    | Nelly Moenne-Loccoz | 1050   |
| 5    | Claire Chapotot     | 945    |

| Rang | Name            | Punkte |
| ---- | --------------- | ------ |
| 1    | Anja Stefan     | 1050   |
| 2    | Pia Meusburger  | 800    |
| 3    | Ana Rumiha      | 500    |
|      | Laura Berry     | 500    |
| 5    | Lora Afanasieva | 400    |

Europacup Herren
- FIS-Datenbank – Ergebnisse
- FIS-Datenbank – Tabellen

Europacup Damen
- FIS-Datenbank – Ergebnisse
- FIS-Datenbank – Tabellen